# Charles Saunders (regista)
Charles Joel Saunders (Paddington, 8 aprile 1904 – Denham, aprile 1997) è stato un regista e montatore britannico.

## Biografia
Inizia la sua carriera nel 1930 anno in cui scrive, dirige e produce la commedia romantica No exit. La sua occupazione principale dal 1930 al 1943 è stata l'attività del montaggio cinematografico, imparando il mestiere e contribuendo alla realizzazione di oltre 20 film.
Nel 1944, ha collaborato con Bernard Miles per co-dirigere (e co-scrivere) Tawny Pipit, un film interpretato da Miles stesso nei panni di un colonnello dell'esercito. Riprese la sua carriera come regista con Fly Away Peter nel 1948 e One Wild Oat del 1951. Dagli anni '50 ha lavorato anche in televisione, spesso per la BBC e come regista di spot pubblicitari.
Nel 1955 realizzò sette episodi della serie televisiva poliziesca Fabian of the Yard. Nel 1958 realizzò un film horror, chiamato Womaneater. La sua carriera si conclude con il thriller poliziesco del 1962 Danger by My Side. Era il fratello del produttore teatrale Sir Peter Saunders.

## Filmografia

### Montaggio
- Possesso immediato (1931) - cortometraggio
- Ceniamo alle sette (1931) - cortometraggio
- Pace e tranquillità (1931) - cortometraggio
- Detective Lloyd (1932)
- Il presidente si diverte (1935)
- Ombre al confine (1936)
- Maria Marten, o L'omicidio nel granaio rosso (1936)
- Corpo militare britannico in oriente (1937)
- Take My Tip,regia di Herbert Mason (1937)
- Sweet Devil, regia di René Guissart (1938)
- Ossessione, regia di Walter Forde (1938)
- L'ultima rosa (1938)
- The Four Just Men, regia di Walter Forde (1939)
- Young Man's Fancy, regia di Robert Stevenson (1939)
- Return to Yesterday (1940)
- Sesso gentile, regia di Leslie Howard (1943)

### Regia

#### Cinema
- No Exit (1930)
- Tawny Pipit (1944)
- Fly Away Peter (1948)
- Trouble in the Air (1948)
- Dark Interval (1950)
- One Wild Oat (1951)
- Chelsea Story (1951)
- Blind Man's Bluff (1952)
- Death of an Angel (1952)
- Come Back Peter (1952)
- Love in Pawn (1953)
- The Accused (1953)
- Black Orchid (1953)
- The Golden Link (1954)
- The Scarlet Web (1954)
- Meet Mr. Callaghan (1954)
- The Hornet's Nest (1955)
- A Time to Kill (1955)
- One Jump Ahead  (1955)
- Behind the Headlines (1956)
- The Narrowing Circle (1956)
- Find the Lady (1956)
- The Man Without a Body (1957)
- There's Always a Thursday (1957)
- Date with Disaster (1957)
- Murder Reported (1957)
- The End of the Line (1957)
- Kill Her Gently (1957)
- Nudist Paradise (1958)
- Womaneater (1958)
- Naked Fury (1959)
- Strictly Confidential (1959)
- Operation Cupid (1960)
- The Gentle Trap (1960)
- Criminal-Sexy (1960)
- Dangerous Afternoon (1961)
- Danger by My Side (1962)

#### Televisione

##### Serie TV
- Douglas Fairbanks, Jr., Presents (1953-1954)
- Fabian of the Yard (1955-1956)
- London Playhouse (1956)
- The Adventures of the Big Man (1956)
- Dial 999 (1959)